# Eberhard Haar
Eberhard Haar (* 1947) ist ein ehemaliger deutscher Hörspiel- und Synchronsprecher.

## Leben und Wirken
Eberhard Haar ist vor allem als Stimme von Batman aus der gleichnamigen Zeichentrickserie (im engl. Original von Kevin Conroy gesprochen), und als Synchronstimme von James Gandolfini in seiner Rolle als Tony Soprano in der Serie Die Sopranos bekannt. Außerdem lieh er seit 2008 häufiger Jonathan Banks seine Stimme, u. a. in der Serie Breaking Bad und deren Spin-off Better Call Saul als Michael „Mike“ Ehrmantraut. Hinzu kommt eine große Vielzahl weiterer Sprecherrollen in verschiedenen amerikanischen Filmen und Serien sowie japanischen Animes.
Zwischen 2020 und 2022 ging Haar in Rente.

## Synchronrollen (Auswahl)
Kevin Conroy
- 1992–1999: Batman: The Animated Series
- 1993: Batman und das Phantom
- 1998: Batman & Mr. Freeze: Eiszeit
- 1999–2001: Batman of the Future
- 2000: Batman of the Future: Der Joker kommt zurück
- 2003: Batman – Rätsel um Batwoman
- 2004–2006: Die Liga der Gerechten
- 2009: Superman/Batman: Public Enemies
- 2010: Justice League: Crisis on two Earth
- 2011: Batman: Under the Red Hood
- 2016: Batman: The Killing Joke
- 2016–2018: Justice League Action
- 2017: Batman und Harley Quinn

Gregory Itzin
- 1995–1996: Murder One – Der Fall Jessica
- 1996–2000: Profiler
- 1996–2000: Pretender
- 1998–2002: V.I.P. – Die Bodyguards
- 2005–2011: Medium – Nichts bleibt verborgen
- 2011: Wie ausgewechselt
- 2011: The Ides of March – Tage des Verrats

John Doman
- 2002–2008: The Wire
- 2011–2014: Borgia
- 2015–2017: Gotham
- 2019: The Boys

James Gandolfini
- 1999–2007: Die Sopranos
- 2006: Lonely Hearts Killers
- 2006: Das Spiel der Macht

Jeffrey Tambor
- 2003–2006: Arrested Development
- 2005–2011: Medium – Nichts bleibt verborgen
- 2006: The New Adventures of Old Christine

Jonathan Banks
- 2009–2012: Breaking Bad
- 2015–2020: Better Call Saul
- 2019: El Camino: Ein „Breaking Bad“-Film

Michael Madsen
- 2004: Frankenstein – Auf der Jagd nach seinem Schöpfer
- 2006: All In – Alles auf Risiko

Pete Postlethwaite
- 2007: Closing the Ring – Geheimnis der Vergangenheit
- 2009: The Age of Stupid

Gabriel Byrne
- 2007–2010: In Treatment – Der Therapeut
- 2013: Vikings

Ron Lea
- 2008: Saw IV
- 2009: Das Phantom

Christopher McDonald
- 2008: Big Fat Important Movie
- 2011: Funny Money

Jesper Christensen
- 2010: Eine Familie
- 2011: Melancholia

Robert Patrick
- 2010: Wrath of Cain – Kreislauf der Gewalt
- 2012: Safe House

### Filme
- 2002: Sherlock, Stimme von Nicholas Gecks als Inspektor Lestrade
- 2010: Kiss & Kill, Stimme von Martin Mull als Holbrook
- 2012: Django Unchained, Stimme von Lee Horsley
- 2013: The Counselor, Stimme von Dean Norris als Käufer
- 2018: Acts of Violence, Stimme von Patrick St. Esprit als Hemland

### Serien
- 1998: Transformers: Beast Wars, Stimme von Ian James Corlett als Cheetor
- 2001–2009: McLeods Töchter, Stimme von John Jarratt als Terrence „Terry“ Dodge
- 2002–2007: Naruto, Stimme von Naoki Bandou als Gateau
- 2002–2009: Monk, Stimme von John Capodice als Frankie Marino
- 2003–2006: Kleiner Roter Traktor, Stimme von Stephen Tompkinson als Jan
- 2005–2013: Yakari, Stimme von Stéphane Godin als Kühner Blick
- 2005: Transformers: Cybertron, Stimme von Garry Chalk als Optimus Prime
- 2007–2009: Cranford, Stimme von Jim Carter als Captain Brown
- 2009: Desperate Housewives, Stimme von Beau Bridges als Eli Scruggs
- 2010–2020: Thomas, die kleine Lokomotive, Stimme von Keith Wickham als Sir Topham Hatt, der dicke Kontrolleur
- 2012: Desperate Housewives, Stimme von Stuart Pankin
- 2016–2020: Willkommen bei den Louds, Stimme von Fred Willard, Christopher Swindle und Piotr Michael als Albert Pop-Pop
- 2017–2020: Boruto: Naruto Next Generations, Stimme von Masashi Ebara als Maito Gai
- 2020: Luther, 2. Stimme von Dermot Crowley als DSU Martin Schenk

### Hörspiele (Auszug)
- 1996: TKKG: Hilflos in eisiger Nacht (Folge 99) als Kurt Selbig
- 1996: Die drei ???: Späte Rache (Folge 69) als Mr. Shaw
- 1996: Lego: Der Falsche General
- 1997: Lego: Steckbrief für den Kopfgeldjäger
- 1998: Lego: Die Jagd nach dem Pharaonenschatz, als Joe Freeman
- 2000: TKKG: Ein cooler Typ aus der Hölle (Folge 121) als Martin McFish
- 2000: Die drei ???: Das Labyrinth der Götter (Folge 91) als Mr. Shaw
- 2000: TKKG: Der Goldschatz, der vom Himmel fiel (Folge 122) als Ben Ali
- 2001: TKKG: Der Mörder aus einer anderen Zeit (Folge 125) als Butler Enzio
- 2001: Die drei ???: Tal des Schreckens (Folge 98) als Joe
- 2006: TKKG: Max und Anna, ein diebisches Paar (Folge 152) als Paul Malik
- 2008: Die drei ???: Feuermond (Folge 125) als Brandon Myers
- 2009: Die drei ???: Fels der Dämonen (Folge 133) als Bandenchef
- 2011: Die drei ???: Zwillinge der Finsternis (Folge 144) als Mr. Peastone, Notar
- 2012: TKKG: Hai-Alarm im Aqua-Park (Folge 178) als Doan
- 2013: Die drei ???: Der schreiende Nebel (Folge 162) als William Prescott, Farmer
- 2013: TKKG: Der vertauschte Koffer (Folge 181) als Zugansage
- 2013: TKKG: Blindgänger im Villenviertel (Folge 183) als Juwelier Andresen
- 2014: TKKG: Die schlafende Chinesin (Folge 186) als Museumsdirektor Aichinger
- 2017: Die drei ???: Das kalte Auge SPECIAL als Matrose
- 2017: Die drei ???: Das Grab der Inka-Mumie SPECIAL als Quentin Montgrove